# Алън (окръг, Охайо)
Окръг Алън (на английски: Allen County) е окръг в щата Охайо, Съединени американски щати. Площта му е 1054 km², а населението - 108 473 души (2000). Административен център е град Лима.